# Ion Testemițanu
Ion Testemițanu, né le 27 avril 1973 à Chișinău en Moldavie, est un footballeur moldave, devenu entraîneur à l'issue de sa carrière, qui évoluait au poste de défenseur. 
Il compte 56 sélections et 5 buts en équipe nationale entre 1991 et 2008.

## Biographie

### Carrière de joueur
Au cours de sa carrière, il remporte neuf championnats de Moldavie, un championnat de Corée du Sud, un championnat d'Azerbaïdjan, quatre coupes de Moldavie, et enfin deux supercoupes de Moldavie.
Il dispute 11 matchs en Ligue des champions, et 4 matchs en Coupe de l'UEFA, pour 3 buts inscrits.

### Carrière internationale
Ion Testemițanu compte 56 sélections et 5 buts avec l'équipe de Moldavie entre 1991 et 2008. 
Il est convoqué pour la première fois par le sélectionneur national Ion Caras pour un match amical contre la Géorgie le 2 juillet 1991 (défaite 4-2). Par la suite, le 15 novembre 1995, il inscrit son premier but en sélection contre la Géorgie, lors d'un match des éliminatoires de l'Euro 1996 (victoire 3-2). Il reçoit sa dernière sélection le 6 février 2008 contre le Kazakhstan (victoire 1-0).

## Palmarès

### Joueur
- Avec le Zimbru Chișinău :
  - Champion de Moldavie en 1992, 1993, 1994, 1995, 1996 et 1998
  - Vainqueur de la Coupe de Moldavie en 1997 et 1998

- Avec le Seongnam Ilhwa Chunma :
  - Champion de Corée du Sud en 2001

- Avec le Sheriff Tiraspol :
  - Champion de Moldavie en 2003, 2008 et 2009
  - Vainqueur de la Coupe de Moldavie en 2008 et 2009
  - Vainqueur de la Supercoupe de Moldavie en 2003 et 2005

- Avec l'Inter Bakou :
  - Champion d'Azerbaïdjan en 2010

### Distinctions personnelles
- Footballeur moldave de l'année en 1995 et 1997